# Pawns of Fate (film 1914)
Pawns of Fate è un cortometraggio muto del 1914 diretto da James Durkin.

## Produzione
Il film fu prodotto dalla Thanhouser Film Corporation.

## Distribuzione
Distribuito dalla Mutual, il film - un cortometraggio in due bobine- uscì nelle sale cinematografiche degli Stati Uniti il 17 novembre 1914.